# Francisco Jesús Orozco Mengíbar
Francisco Jesús Orozco Mengíbar (Villafranca de Córdoba, 23 de abril de 1970), es un sacerdote católico español, obispo de Guadix.

## Biografía

### Formación
Tras realizar estudios eclesiástico en el seminario diocesano de Córdoba, obtuvo un bachillerato en Teología por la Universidad Pontificia Comillas (Madrid), centro al que su seminario estaba adscrito.
Continuó estudios en Roma a partir de 1998, licenciándose en Teología Fundamental en la Universidad Lateranense en 2000 y doctorándose en la misma universidad en 2003. Profesor de Teología Fundamental; Fenomenología e Historia de las Religiones, Antropología y Escatología en el seminario diocesano cordobés, y en el Instituto Superior de Ciencias Religiosas “Beata Victoria Díez” de Córdoba.
Además de su español natal, habla italiano, y conoce el inglés, el francés y el alemán.

### Sacerdocio
Fue ordenado presbítero el 9 de julio de 1995 por el entonces ordinario de su diócesis, don José Antonio Infantes en la catedral de Córdoba. Incardinado en la diócesis de Córdoba, sirvió en diversos cargos pastorales: vicario parroquial de San Francisco Solano (Montilla) (1995-96); delegado diocesano para la pastoral juvenil (1996-1998); vicerrector del seminario menor cordobés (2003-2007); y capellán del monasterio del Sagrado Corazón (2003-2007). Ese último año fue designado párroco de Santo Domingo y de San Mateo Apóstol (Lucena); así como rector del Santuario de María Santísima de Araceli de dicha población. En el año 2012 fue nombrado párroco de San Miguel y Ntra. Sra. de la Merced de Córdoba.
Dentro de la organización interna de la diócesis cordobesa, ha sido miembro del consejo presbiteral; secretario y miembro del colegio de consultores. En 2008 fue nombrado canónigo de la catedral de la Catedral de la Asunción de Nuestra Señora. De 2007 a 2011 fue vicario episcopal territorial de La Campiña y desde 2012 hasta 2018 sirvió como vicario general de su diócesis, siendo obispo de la misma don Demetrio Fernández.
Durante el curso 1995-96 ejerció como profesor de Liturgia en el Seminario Mayor de San Pelagio (Córdoba).

### Episcopado
El 30 de octubre de 2018, el papa Francisco lo nombró obispo de Guadix-Baza. Fue consagrado el 22 de diciembre del mismo año, en la catedral de Guadix, a manos del arzobispo de Granada, Francisco Javier Martínez en la catedral de Guadix y acto seguido tomó posesión de la diócesis.